# Власенков, Пётр Матвеевич
Пётр Матвеевич Власенков (1916—1977) — участник Великой Отечественной войны, помощник начальника штаба по разведке 520-го стрелкового полка 167-й Сумско-Киевской стрелковой дивизии 38-й армии 1-го Украинского фронта, лейтенант. Герой Советского Союза.

## Биография
Родился 16 мая (29 мая по новому стилю) 1916 года в Москве (район Сокольники) в семье рабочего. Русский. Окончил 7 классов и школу ФЗУ. Работал токарем на Московском электрозаводе.
В Красной Армии в 1937—1939 годах. Служил командиром пулемётного расчёта в 29-м стрелковом полку 38-й Донской стрелковой дивизии в городе Новочеркасске.
После демобилизации вернулся в Москву, работал проходчиком в Метрострое.
Вторично призван в армию в июне 1941 года. В боях Великой Отечественной войны — с 7 июля 1941 года. В январе 1942 года окончил курсы комсостава. Воевал командиром пулемётного расчёта, помощником начальника штаба стрелкового полка по разведке на Западном, Брянском, Воронежском, 1-м и 2-м Украинских фронтах. В боях был дважды ранен.
Помощник начальника штаба по разведке 520-го стрелкового полка 167-й стрелковой дивизии лейтенант Пётр Власенков отличился в ходе боёв за освобождение Киева. 3—5 ноября 1943 года во главе разведывательной группы добывал ценные данные о противнике, участвовал в отражении вражеских контратак в районе станции Святошино. 6 ноября в числе первых прорвался к центру Киева и водрузил красный флаг.
Указом Президиума Верховного Совета СССР «О присвоении звания Героя Советского Союза генералам, офицерскому, сержантскому и рядовому составу Красной Армии» от 10 января 1944 года за «образцовое выполнение боевых заданий командования на фронте борьбы с немецко-фашистскими захватчиками и проявленные при этом отвагу и геройство» удостоен звания Героя Советского Союза с вручением ордена Ленина и медали «Золотая Звезда» (№ 4449).
В октябре 1944 года старший лейтенант Власенков уволен из армии по состоянию здоровья.
Член КПСС с 1949 года. Жил в Москве. Работал на электрозаводе.
Умер 6 мая 1977 года. Похоронен рядом с матерью на городском кладбище города Апрелевка Наро-Фоминского района Московской области.

## Награды
- Награждён орденами Ленина, Отечественной войны 2-й степени и двумя орденами Красной Звезды, а также медалями.